# Berger Dorfstraße 54 (Mönchengladbach)

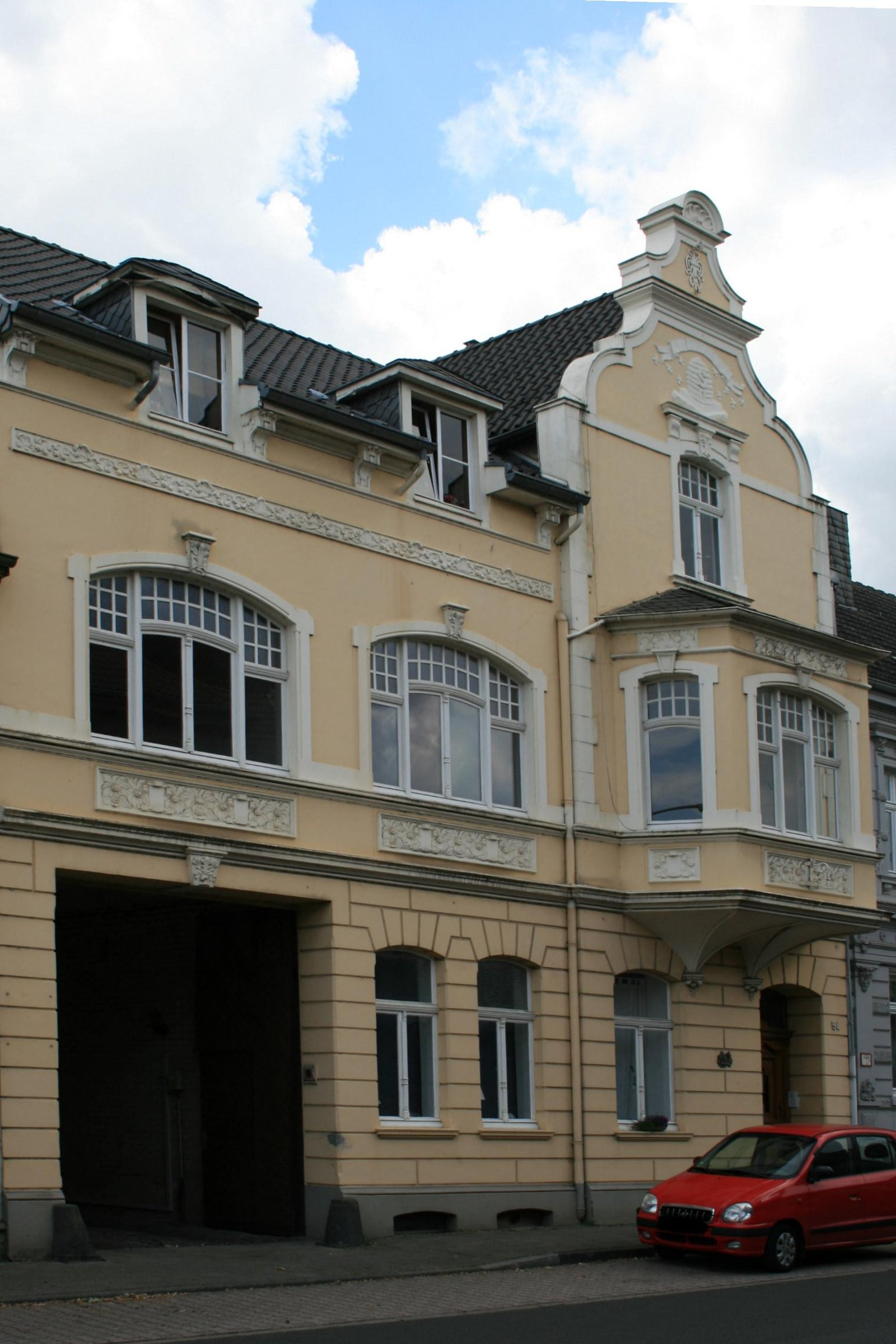
Wohnhaus (2010)

Das Wohnhaus Berger Dorfstraße 54 steht im Stadtteil Wickrathberg in Mönchengladbach (Nordrhein-Westfalen).
Das Haus wurde 1799 erbaut und 1903 erweitert. Es ist unter Nr. B 040 am 14. Oktober 1986 in die Denkmalliste der Stadt Mönchengladbach eingetragen worden.

## Architektur
Das Wohnhaus ist ein zweigeschossiges Traufenhaus von sechs Achsen aus Backstein. Das Drempel, Erker und Satteldach ausgestattet. Es wurde ursprünglich als Büro- und Lagerhaus einer Kaffeerösterei erstellt. Eine Toreinfahrt hat seitlich zwei Radabweiser.